# Stockton (Kalifornia)
Stockton város Kalifornia államban, az Egyesült Államokban, San Joaquin megye székhelye. San Franciscótól kb. 100 km-re keletre fekszik, a San Joaquin folyó partján. Lakossága 302 ezer fő volt 2014-ben.
Iparváros és belterületi tengeri kikötő. A Központi- és a San Joaquin-völgyből származó mezőgazdasági termények és borok feldolgozása és kereskedelme folyik itt.
A 2009-es Forbes listán az egyik legveszélyesebb város az Egyesült Államokban.
A település az 1849-es aranyláz idején indult gyors növekedésnek.

## Fordítás
- Ez a szócikk részben vagy egészben  a   Stockton, California című angol Wikipédia-szócikk fordításán alapul.  Az eredeti cikk szerkesztőit annak laptörténete sorolja fel. Ez a jelzés csupán a megfogalmazás eredetét és a szerzői jogokat jelzi, nem szolgál a cikkben szereplő információk forrásmegjelöléseként.